# امیدیه (اردستان)
امیدیه (اردستان)، روستایی از توابع بخش مهاباد شهرستان اردستان در استان اصفهان ایران است.

## جمعیت
این روستا در دهستان گرمسیر قرار دارد و براساس سرشماری مرکز آمار ایران در سال ۱۳۸۵، جمعیت آن ۳۲ نفر (۸خانوار) بوده‌است.